# Aoshima
Aoshima (青島 Aoshima), Também conhecida como Ilha dos Gatos (猫の島 Neko no shima), É uma ilha na Prefeitura de Ehime, no Japão, conhecida pelo seu grande número de felinos. Os gatos ultrapassam os seres humanos em uma razão de aproximadamente 6:1 e 10:1, contudo, como moradores mais velhos foram falecendo, agora acredita-se que os mamíferos possuam uma razão sobre os cidadãos de quase 36:1. Eles foram introduzidos em navios na área, mas permaneceram na ilha e reproduziram-se em grandes números.
A ilha tem aproximadamente 1 milha (1.6 km). Era anteriormente parte de Nagahama no Distrito de Kita, mas, desde 2005, é parte de Ozu.
A população da ilha tem diminuído exponencialmente desde que a pesca de sardinhas se tornou obsoleta e pessoas em busca de emprego se mudaram para as grandes cidades; causando a queda da moradia humana na ilha.

## População
Em 1945, a ilha consistia em ser, basicamente, uma Vila de pescador com população de aproximadamente 900 habitantes. Em 2013, a estimativa de habitantes na ilha era de aproximadamente 50 pessoas. Em 2018, Ehime Shimbun reportou que a população tinha descido para 13 com uma idade média de "mais de 75 anos".  Em 2019, Asahi Shimbun Globe informou que apenas 6 moradores continuam residindo na ilha. A ilha atrai diversos turistas que visitam os gatos e os alimentam.
A população felina na ilha foi informada como sendo entre 120 e 130 em 2015 e 2018. 
Em Fevereiro de 2018, foi reportado pela Ehime Shimbun que todos os gatos da ilha seriam castrados a fim de diminuir a população felina como uma resposta pela redução de moradores humanos no local.  Em Outubro, 210 gatos passaram por um processo de castração e esterilização, porém, outros 10 gatos foram escondidos por cidadãos que se opuseram ao propósito do programa. 

## Como chegar
Aoshima é acessível via Balsa partindo da JR Estação Iyo-Nagahama em Porto Nagahama, levando uma viagem de aproximadamente meia-hora. 

## Galeria

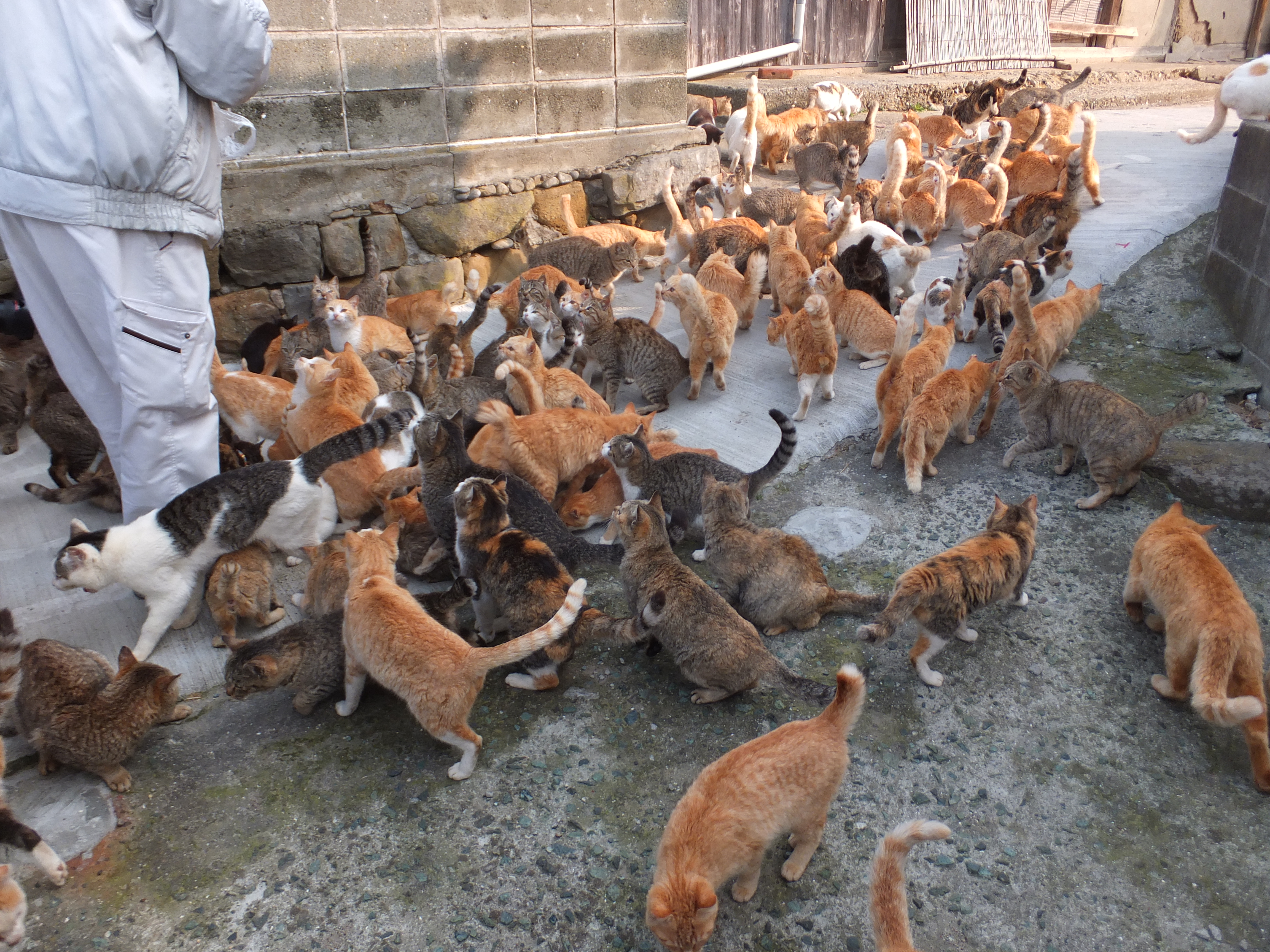
Gatos esperando alimento dos moradores no porto.
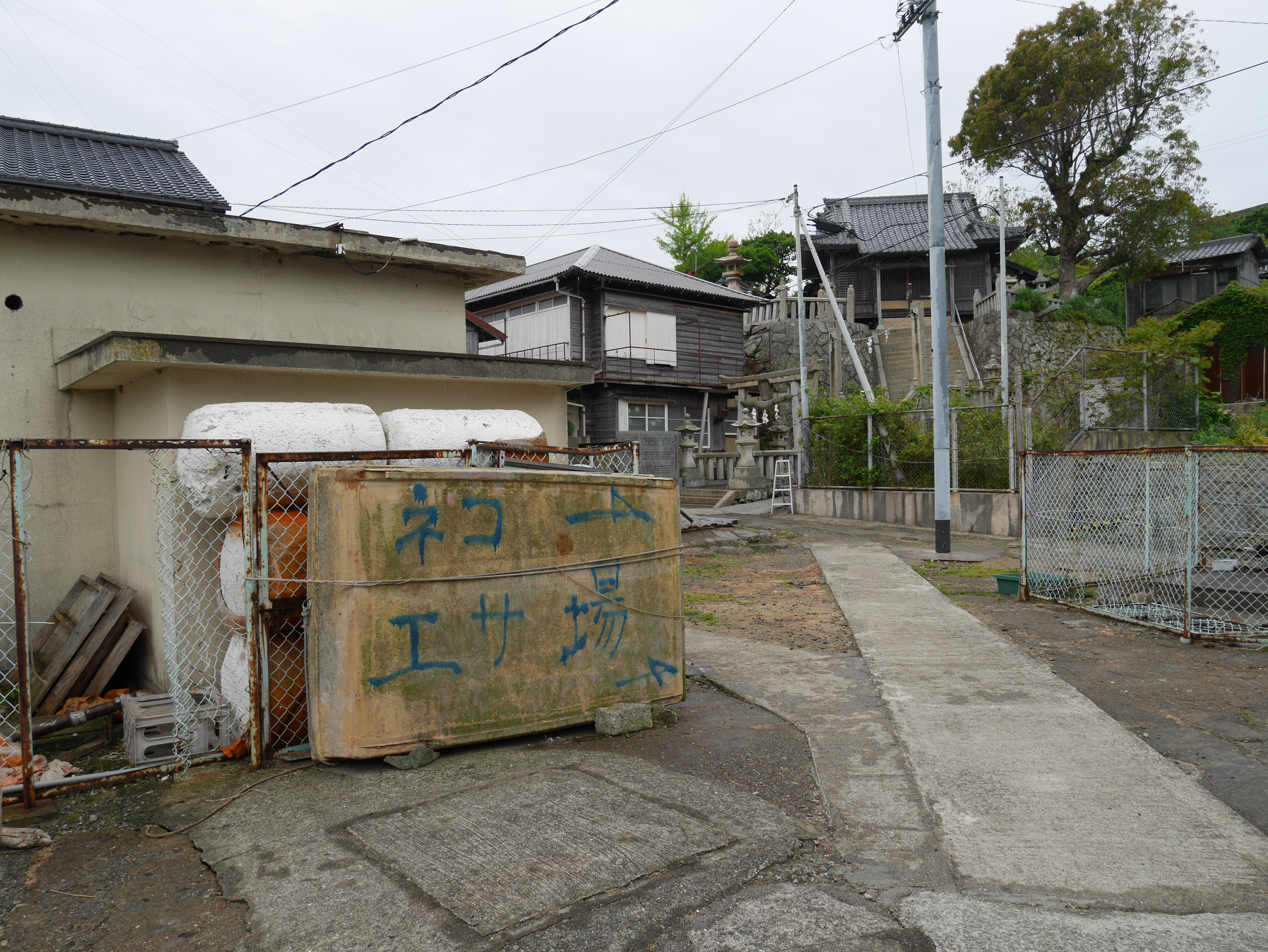
Área de alimentação de gatos para estrangeiros. Alguns minutos do porto. A área mostrada atrás é conhecida como Santuário Aoshima.
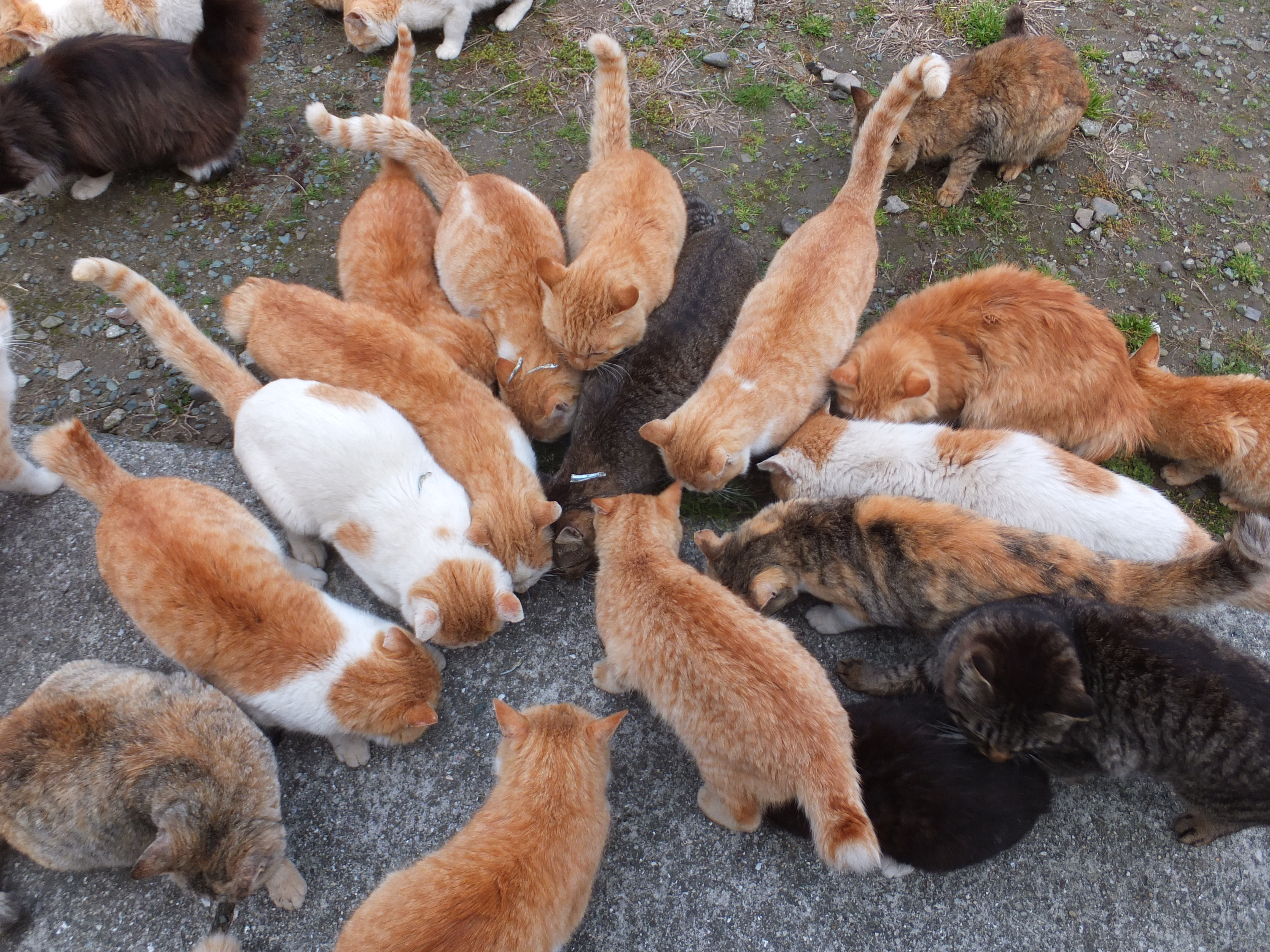
Gatos comendo na área de alimentação.